# Нойгоф (Гессен)
Нойгоф (нім. Neuhof) — сільська громада в Німеччині, знаходиться в землі Гессен. Підпорядковується адміністративному округу Кассель. Входить до складу району Фульда.
Площа — 90,28 км2. Населення становить 10 861 ос. (станом на 31 грудня 2020).